# Thạch Thán
Thạch Thán là một xã thuộc huyện Quốc Oai, thành phố Hà Nội, Việt Nam.
Xã có diện tích 2,08 km², dân số năm 2022 là 7.006 người, mật độ dân số đạt 3.368 người/km².